# Obecně závazná vyhláška obce
Obecně závazná vyhláška obce je v České republice právní předpis vydávaný na základě zmocnění v čl. 104 odst. 3 Ústavy zastupitelstvem obce v její samostatné působnosti. Obecně závazné vyhlášky mohou upravovat jen právní vztahy v mezích samostatné působnosti obce dle § 7 a 10 zákona o obcích, v případě hlavního města Prahy dle § 44 zákona o hlavním městě Praze. Vyhláška musí být v souladu se zákony České republiky a předmětem regulace musí být veřejné záležitosti místního významu, které nejsou záležitosti kraje či státu.
Vedle obecně závazných vyhlášek, vydávaných zastupitelstvy v samostatné působnosti obcí, vydávají obce v přenesené působnosti (státní správa přenesená na orgány územní samosprávy) nařízení, která schvaluje rada obce. Akty obce v samostatné působnosti, které nemají obecnou platnost, ale týkají se konkrétních osob či právních vztahů, mají formu usnesení, rozhodnutí nebo jiného opatření.
Podle zákona o obcích z roku 1990 se vydávaly obecně závazné vyhlášky i ve věcech přenesené působnosti. Teprve zákon z roku 2000 rozlišil nařízení obce od vyhlášek obce.

## Působnosti
Obce mají zákonem o obcích (128/2000 Sb., § 10), v případě Prahy zákonem o hlavním městě Praze (131/2000 Sb., § 44), dáno obecné zmocnění, na jehož základě mohou ukládat povinnosti:
- k zabezpečení místních záležitostí veřejného pořádku (zejména může stanovit, které činnosti, jež by mohly narušit veřejný pořádek v obci nebo být v rozporu s dobrými mravy, ochranou bezpečnosti, zdraví a majetku, lze vykonávat pouze na místech a v čase obecně závaznou vyhláškou určených, nebo stanovit, že na některých veřejných prostranství v obci jsou takové činnosti zakázány)
- pro pořádání a průběh veřejnosti přístupných sportovních a kulturních podniků, stanovením závazných podmínek v rozsahu nezbytném k zajištění veřejného pořádku
- k zajištění udržování čistoty na veřejných prostranstvích, k ochraně životního prostředí a veřejné zeleně a k užívání obecního majetku sloužícího veřejnosti
- stanoví-li tak zvláštní zákon. Mezi nejzávažnější taková zmocnění patří právo obce dle § 14 zákona č. 565/1990 Sb., o místních poplatcích, stanovit sazbu místních poplatků, podrobnosti jejich vybírání a splatnost, související ohlašovací povinnosti a úlevy či osvobození, případně vymezení míst podléhajících poplatku.

Široká a vágní zmocnění v zákoně o obcích působí nezřídka výkladové obtíže a mohou se dostávat do kolize s ústavními principy, když obce upravují věci, které řeší nebo by měl řešit zákon. Také proto Ústavní soud zrušil řadu obecních vyhlášek s odůvodněním, že obec překročila svou pravomoc (týkalo se to např. vyhlášek zakazujících konzumaci alkoholických nápojů na veřejných prostranstvích, vyhlášek zakazujících propagaci komunismu, vyhlášek omezujících chov domácích zvířat apod.).
Ústavní soud České republiky nálezem z 8. 3. 2007 Pl. ÚS 69/04 potvrdil právo obcí zakázat na svém území takovou činnost, která ohrožuje život, zdraví, majetek a bezpečnost občanů (př. požívání alkoholu na veřejných prostranstvích).

## Vyhlašování
Vyhlášení se (dle § 12 zákona o obcích) provede tak, že se právní předpis obce vyhlásí ve Sbírce právních předpisů obcí a krajů úřední desce po dobu 15 dnů. Dnem vyhlášení právního předpisu obce je první den jeho vyhlášení ve Sbírce právních předpisů obcí a krajů, účinnosti nabývá patnáctým dnem po dni vyhlášení není-li v ní stanoven jiný počátek účinnosti (pozdější, nebo, vyžaduje-li to naléhavý obecný zájem, i dřívější, ne však dříve než ke dni vyhlášení). Do 1.1.2022 byly vyhlašovány vyvěšením na úřední desce obce.
```
Kromě toho může obec uveřejnit právní předpis obce způsobem v místě obvyklým. Mnohé obce zveřejňují své právní předpisy například na internetu, není to však povinné. Obec musí vést evidenci právních předpisů, které vydala – evidence musí obsahovat pořadové číslo předpisu v rámci kalendářního roku, název právního předpisu, datum jeho schválení, datum nabytí jeho platnosti, datum nabytí jeho účinnosti, popřípadě i datum pozbytí jeho platnosti. Vlastní sbírky právních předpisů obce obvykle nevydávají, s výjimkou Prahy, která je zároveň krajem a vztahuje se na ni zvláštní zákon. Právní předpisy obce a jejich evidence musí být každému přístupny u obecního úřadu v obci, která je vydala.
```

## Dozor a opravné prostředky

### Právní úprava
Podle § 12 odst. 6 zákona o obcích zašle obec zašle obecně závaznou vyhlášku obce neprodleně po dni jejího vyhlášení Ministerstvu vnitra (na rozdíl od nařízení, která zasílá krajskému úřadu). Dozor nad samostatnou působností obcí přísluší ministerstvu vnitra od 1. ledna 2003, předtím jej vykonával přednosta okresního úřadu.
Podle § 123 zákona o obcích vyzve ministerstvo vnitra obec k nápravě, pokud obecně závazná vyhláška obce odporuje zákonu. Nezjedná-li obec nápravu do 60 dnů od doručení výzvy, ministerstvo rozhodne o pozastavení účinnosti vyhlášky a zároveň stanoví přiměřenou lhůtu ke zjednání nápravy, přičemž rozhodnutí nabývá účinnosti dnem, kdy je rozhodnutí doručeno obci. V případě zřejmého rozporu obecně závazné vyhlášky obce s lidskými právy a základními svobodami může Ministerstvo vnitra pozastavit účinnost vyhlášky i bez předchozí výzvy ke zjednání nápravy. Ministerstvo zruší rozhodnutí o pozastavení účinnosti neprodleně poté, co obdrží oznámení o zjednání nápravy. Proti rozhodnutí ministerstva může obec podat rozklad.
Není-li ve stanovené lhůtě zjednána náprava, po uplynutí 30 dnů od uplynutí lhůty pro podání rozkladu, v případě podání rozkladu po uplynutí 30 dnů ode dne, kdy nabylo účinností zamítnutí rozkladu, podá ministerstvo Ústavnímu soudu návrh na zrušení vyhlášky. Jestliže Ústavní soud tento návrh odmítne, zamítne nebo řízení zastaví, rozhodnutí Ministerstva vnitra o pozastavení účinnosti obecně závazné vyhlášky obce pozbývá platnosti dnem, kdy rozhodnutí Ústavního soudu nabude právní moci. Shledá-li Ústavní soud, že vyhláška je neústavní či nezákonná, zruší ji. Pravomoc rušit neústavní a nezákonné obecně závazné vyhlášky Ústavnímu soudu dává čl. 87 odst. 1. písm. b) Ústavy České republiky a blíže ji upravuje zákon č. 182/1993 Sb., o Ústavním soudu.
Podnět ústavnímu soudu na zrušení obecně závazné vyhlášky může podat kromě ministerstva vnitra také vláda, skupina nejméně 25 poslanců, skupina nejméně 10 senátorů, podavatel ústavní stížnosti, senát Ústavního soudu v souvislosti s rozhodováním o ústavní stížnosti, v případech meritorního rozhodování o ústavní stížnosti i plénum Ústavního soudu, zastupitelstvo kraje, zastupitelstvo obce, veřejný ochránce práv, věcně příslušný ústřední orgán státní správy nebo ředitel krajského úřadu. Žádné jiné subjekty (například prezident republiky) toto právo nemají. Aktivní legitimace přitom může být považována za omezenou z hlediska role příslušného orgánu, například v usnesení Pl. ÚS. 32/06 dospěl Ústavní soud k názoru, že ministerstvo nemůže návrhem uplatnit jiné námitky ani napadnout jiná ustanovení vyhlášky než ty, které uplatnilo v řízení o pozastavení účinnosti vyhlášky. Také je-li odmítnuta ústavní stížnost, ani souvisejícím návrhem na zrušení vyhlášky se již Ústavní soud nezabývá. Účastníci řízení jsou obvykle dva, obec a navrhovatel. Vedlejším účastníkem se může stát například veřejný ochránce práv, který se svým prohlášením může ve stanovené lhůtě k řízení připojit, což v praxi využil dvakrát, nebo jiný subjekt, který také podal oprávněný návrh v téže věci.
Pokud není návrh na zrušení vyhlášky podán v souvislosti s ústavní stížností, může jej oprávněný subjekt podat kdykoliv v době platnosti vyhlášky, tj. například pro ministerstvo vnitra neplatí žádná lhůta, v jaké by muselo doručenou vyhlášku posoudit.
Podle čl. 87 odst. 3 písm. a) Ústavy by prováděcí zákon mohl zrušení podzákonného předpisu pro rozpor se zákonem delegovat i na Nejvyšší správní soud. V současné době však Nejvyšší správní soud tuto pravomoc nemá a pokud shledá nezákonnost podzákonného předpisu, může rozhodnout pouze o jeho neaplikování v konkrétním případě.

### Opakované vydání vyhlášky
Pozastavení platnosti vyhlášky obci nebrání v tom, aby přijala novou vyhlášku v téměř shodném znění. Takto v únoru a červnu 2006 postupovala Plzeň poté, co jí byla ministerstvem vnitra pozastavena účinnost vyhlášky o regulaci prostituce. Poté, co primátor vyjádřil připravenost navrhnout čtvrtou vyhlášku, třetí verzi vyhlášky už ministerstvo nepozastavilo.
Tiskový odbor ministerstva k tomu sdělil, že podobné opakované vydávání stejných vyhlášek do té doby ministerstvo zaznamenalo pouze v Jindřichovicích pod Smrkem, kde však nešlo o prostituci. Jindřichovice pod Smrkem pod vedením starosty Petra Pávka opakovaně vydaly vyhlášku, kterou se upravují vztahy mezi úředníky státní správy a místní samosprávou, zakazující nezvaným úředníkům státní správy v rámci úřední činnosti vstupovat na území obce a stanovující výši úhrady za čas, který jim pracovníci obce budou věnovat. Dne 5. září 2003 byla vydána pod číslem 3/2003, její účinnost ministerstvo vnitra pozastavilo rozhodnutím ze 30. října 2003, na což obec 31. října 2003 reagovala zrušením vyhlášky č. 3/2003 a jejím nahrazením novou vyhláškou č. 5/2003 o prakticky shodném obsahu. Když ministerstvo vnitra zahájilo řízení o pozastavení její účinnosti, obec přijala 12. března 2004 již třetí vyhlášku, vyhlášenou pod číslem 1/2004. Ministerstvo na to reagovalo tím, že původní návrh Ústavnímu soudu na zrušení první vyhlášky rozšířilo o další dvě vyhlášky, aniž by předtím pozastavil jejich účinnost, a Ústavní soud tento postup akceptoval, protože trvat ve vztahu k obstrukcím obce na dodržení zákona by bylo požadavkem „nadměrně formálním“. Nálezem Pl. ÚS 49/03 dne 28. dubna 2005 pak Ústavní soud třetí z vyhlášek zrušil.

### Počet návrhů podle způsobu vyřízení
Od roku 1993 do konce ledna 2009 Ústavní soud rozhodl o 165 návrzích na zrušení obecně závazné vyhlášky obce, přičemž v 93 případech soud rozhodl nálezem: v 61 případech vyhověl návrhu zcela, ve 22 případech vyhověl zčásti, v 10 případech návrh zamítnul. 8 návrhů bylo odmítnuto pro nepříslušnost, 25 bylo pro neoprávněnost navrhovatele, 6 pro nepřípustnost a 1 pro zjevnou neopodstatněnost. 3 řízení byla zastavena kvůli zpětvzetí návrhu a 27 řízení kvůli opravě či zrušení napadené vyhlášky před vynesením nálezu.
Statistika návrhů ústavnímu soudu od roku 1993:
| Rok    | Počet rozhodnutí | Počet nálezů | Vyhověno zcela | Vyhověno zčásti | Zamítnuto | Počet usnesení | Odmítnuto     | Odmítnuto                  | Odmítnuto     | Odmítnuto               | Zastaveno        | Zastaveno                          |
| Rok    | Počet rozhodnutí | Počet nálezů | Vyhověno zcela | Vyhověno zčásti | Zamítnuto | Počet usnesení | nepříslušnost | neoprávněnost navrhovatele | nepřípustnost | zjevná neopodstatněnost | zpětvzetí návrhu | oprava / zrušení napadené vyhlášky |
| ------ | ---------------- | ------------ | -------------- | --------------- | --------- | -------------- | ------------- | -------------------------- | ------------- | ----------------------- | ---------------- | ---------------------------------- |
| 1993   | 4                | 0            | 0              | 0               | 0         | 4              | 2             | 1                          | 0             | 0                       | 1                | 0                                  |
| 1994   | 28               | 13           | 11             | 1               | 1         | 15             | 2             | 9                          | 2             | 0                       | 1                | 1                                  |
| 1995   | 11               | 7            | 5              | 2               | 0         | 4              | 0             | 3                          | 0             | 0                       | 0                | 1                                  |
| 1996   | 15               | 10           | 9              | 1               | 0         | 5              | 0             | 2                          | 0             | 0                       | 0                | 3                                  |
| 1997   | 20               | 7            | 5              | 2               | 0         | 13             | 4             | 5                          | 1             | 0                       | 0                | 3                                  |
| 1998   | 9                | 5            | 5              | 0               | 0         | 4              | 0             | 1                          | 0             | 0                       | 0                | 3                                  |
| 1999   | 8                | 7            | 5              | 0               | 2         | 1              | 0             | 0                          | 1             | 0                       | 0                | 0                                  |
| 2000   | 2                | 1            | 0              | 0               | 1         | 1              | 0             | 0                          | 0             | 0                       | 1                | 0                                  |
| 2001   | 8                | 5            | 3              | 1               | 1         | 3              | 0             | 2                          | 0             | 0                       | 0                | 1                                  |
| 2002   | 1                | 1            | 0              | 1               | 0         | 0              | 0             | 0                          | 0             | 0                       | 0                | 0                                  |
| 2003   | 3                | 1            | 0              | 1               | 0         | 2              | 0             | 0                          | 0             | 0                       | 0                | 2                                  |
| 2004   | 4                | 3            | 3              | 0               | 0         | 1              | 0             | 0                          | 0             | 0                       | 0                | 1                                  |
| 2005   | 14               | 6            | 2              | 4               | 0         | 8              | 0             | 1                          | 0             | 1                       | 0                | 6                                  |
| 2006   | 15               | 12           | 9              | 1               | 2         | 3              | 0             | 1                          | 0             | 0                       | 0                | 2                                  |
| 2007   | 14               | 10           | 4              | 4               | 2         | 4              | 0             | 0                          | 2             | 0                       | 0                | 1                                  |
| 2008   | 8                | 5            | 0              | 4               | 1         | 3              | 0             | 0                          | 0             | 0                       | 0                | 3                                  |
| 2009   | 1                | 0            | 0              | 0               | 0         | 1              | 0             | 0                          | 0             | 0                       | 0                | 1                                  |
| Celkem | 165              | 93           | 61             | 22              | 10        | 72             | 8             | 25                         | 6             | 1                       | 3                | 28                                 |

### Podavatelé
V době nynější právní úpravy dozoru, tedy od 1. ledna 2003 (do konce ledna 2009), bylo Ústavním soudem rozhodnuto o 59 návrzích na zrušení obecně závazné vyhlášky, z toho 53 návrhů podalo ministerstvo vnitra (z toho 40 návrhů za ministra Františka Bublana), 3 návrhy fyzické osoby v souvislosti s ústavní stížností a 3 návrhy dobíhaly z doby, kdy dozorem byli pověřeni přednostové okresních úřadů.
| Rok    | Přednosta okresního úřadu | Skupina poslanců | Okresní úřad | Stěžovatel FO | Ministerstva vnitra |
| ------ | ------------------------- | ---------------- | ------------ | ------------- | ------------------- |
| 1993   | 4                         | 0                | 0            | 0             | 0                   |
| 1994   | 27                        | 0                | 1            | 0             | 0                   |
| 1995   | 10                        | 1                | 0            | 0             | 0                   |
| 1996   | 5                         | 8                | 0            | 2             | 0                   |
| 1997   | 16                        | 1                | 0            | 3             | 0                   |
| 1998   | 8                         | 0                | 1            | 0             | 0                   |
| 1999   | 7                         | 1                | 0            | 0             | 0                   |
| 2000   | 2                         | 0                | 0            | 0             | 0                   |
| 2001   | 6                         | 0                | 0            | 2             | 0                   |
| 2002   | 1                         | 0                | 0            | 0             | 0                   |
| 2003   | 2                         | 0                | 0            | 0             | 1                   |
| 2004   | 1                         | 0                | 0            | 0             | 3                   |
| 2005   | 0                         | 0                | 0            | 2             | 12                  |
| 2006   | 0                         | 0                | 0            | 1             | 14                  |
| 2007   | 0                         | 0                | 0            | 0             | 14                  |
| 2008   | 0                         | 0                | 0            | 0             | 8                   |
| 2009   | 0                         | 0                | 0            | 0             | 1                   |
| Celkem | 89                        | 11               | 2            | 10            | 53                  |

Nikdy nepodaly návrhy vláda, skupina senátorů, veřejný ochránce práv nebo zastupitelstva obce nebo kraje, ředitel krajského úřad ani věcně příslušný ústřední orgán státní správy.

### Témata
Veronika Mizerová ve své diplomové práci rozdělila 59 návrhů na zrušení obecních vyhlášek projednávaných Ústavním soudem podle věcného obsahu do 11 skupin, uvedených v pořadí podle počtu případů:
- vymezení rozsahu samostatné působnosti obce a povaha obecní normotvorby
- ochrana veřejného pořádku
- žádný trestný čin a trest bez zákona a svoboda projevu
- vymezení místních poplatků
- ochrana životního prostředí
- aktivní legitimace navrhovatele
- vymezení nájmu
- svoboda podnikání a svobodná volba povolání
- svoboda pohybu a pobytu
- shromažďovací právo
- právo na vzdělání

Judikatura v oblasti úpravy záležitostí veřejného pořádku je podle Mizerové v poslední době rozkolísaná a směřuje k rozšiřování prostoru pro obce. Tato oblast je nejkonfliktnější a judikatura Ústavního soudu je v ní nejrozsáhlejší.

### Spor o primárnost obecní samosprávy
V nálezu Pl. ÚS 5/93 se Ústavní soud zabýval otázkou, zda výčet věcných působností v § 14 odst. 1 zákona č. 367/1990 Sb. je pouze demonstrativní, nebo taxativní, a dospěl k názoru, že demonstrativní vyjádření § 14 odst. 2 zákona č. 367/1990 Sb., o obcích lze použít pouze na tu část samostatné působnosti obcí, v rámci které neukládá obec svému občanovi právní povinnost jednostrannými zákazy a příkazy. V nálezu Pl. ÚS 18/94 Ústavní soud konstatoval, že obec nemůže vyhláškou regulovat záležitosti upravené předpisy práva soukromého nebo veřejného, protože vzhledem k ústavnímu zmocnění v čl. 104 odst. 3 Ústavy je normotvorná činnost obcí v samostatné působnosti primární, vytváří tedy originární pramen práva (působnost obce je omezena pouze zákonem). Opačným pohledem je, že vyhlášky jsou vydávány na základě ústavního (čl. 104 odst. 3) a zákonného zmocnění (zákon o obcích) a proto se jedná o pramen práva odvozený, resp. sekundární. V nálezech Pl. ÚS 63/04, Pl. ÚS 57/05 či Pl. ÚS 30/06 se ústavní soud přiklonil k názoru, že obec je v oblasti své věcné působnosti oprávněna originárně právo tvořit a nepotřebuje k tomu výslovné zákonné zmocnění, zatímco nález Pl. ÚS 21/06 je podle Mizerové návratem zpět k tezi z nálezu Pl. ÚS 18/94.
V nálezu Pl. ÚS 63/04 připravovaném soudkyní zpravodajkou Eliškou Wagnerovou byl pro přezkum obecně závazných vyhlášek poprvé použit takzvaný test čtyř kroků, jehož použití je doložitelné i například v nálezu Pl.ÚS 62/04 a nálezu Pl. ÚS 32/05. Ústavní soud při použití této metody postupně posuzuje:
- pravomoc obce k vydání obecně závazné vyhlášky (zda ji vydal oprávněný orgán stanoveným způsobem na základě zákonného zmocnění)
- zda obec nepřekročila svou věcnou působnost, tzn. nejednala ultra vires
- zda obec nezneužila svoji působnost (to znamená, zda výkon moci v oblasti, kterou obec smí upravovat, nesleduje nezákonný účel)
- obsah vyhlášky kritériem nerozumnosti (posouzení, zda rozhodnutí není absurdní)

Kromě toho ústavní soud obvyklými interpretačními prostředky zkoumá, zda vyhláška je dostatečně určitá a nerozporná. Podle Mizerové je zavedení testu 4 kroků projevem postupného ústupu Ústavního soudu od teze primárnosti obecní normotvorby.
Za zásadní posun Mizerová považuje nález Pl. ÚS 45/06, v němž se Ústavní soud výslovně distancoval od své omezující doktríny z 90. let, kterou dal do souvislosti s dědictvím předchozích 40 lety totality a nedokonalým vymezením práva obcí na samosprávu, a zdůraznil že ústavní garance obecní samosprávy musely být znovu objevovány a posuzovány. Právo na obecní samosprávu v ústavě nemá zakotven konkrétní obrys, tedy vymezení věcné působnosti, jaké mají obce například v rakouské ústavě, a ani zákony ji před rokem 2000 dostatečně nevymezily tak, jako ji nyní vymezuje § 10 zákona 128/2000 Sb., a proto 90. léta byla charakterizována celou řadou do očí bijícího překračování kompetencí obcí v oblasti trestního práva, svobody projevu atd. s rizikem nepřípustné partikularizace právního řádu České republiky. Na nález Pl. ÚS 45/06 se odvolávalo již dalších nejméně 5 nálezů a jeho linie se drží. Již v nálezu Pl. ÚS 11/02 Ústavní soud konstatoval posun právního prostředí a ustálení obsahu práva na ústavní garanci územní samosprávy a proto opouští dosavadní restriktivní výklad ustanovení čl. 104 odst. 3 Ústavy. Nález konstatuje, že obec je zmocněna přímo ustanovením čl. 104 odst. 3 Ústavy, a proto k vydávání obecně závazných vyhlášek ve vymezené věcné působnosti, jimiž ukládá občanům konkrétní povinnost jednoznačnými zákazy a příkazy, nepotřebuje žádné další explicitní zákonné zmocnění, s výjimkou obecně závazných vyhlášek upravujících ukládání daní a poplatků (s ohledem na čl. 11 odst. 5 Listiny základní práv a svobod).

### Pojem veřejného pořádku
Pojem veřejného pořádku je značně neurčitý, konkrétního obsahu nabývá až reálnou činností orgánů. Ústavní soudce Vlastimil Ševčík jej definoval jako vyvážený stav společenských vztahů respektující vžitá či v místě uznávaná pravidla způsobu života a společenského chování (slušnosti) vycházející z poměrů daného místa a z tam obecně přijímaných zásad a pravidel morálky.
Nálezy Pl. ÚS 14/99 a Pl. ÚS 41/04 Ústavní soud zrušil dvě obecní vyhlášky upravující noční klid s poukazem na to, že jeho porušování je postihováno již na základě § 47 odst. 1 písm. b) zákona č. 200/1990 Sb., o přestupcích, a tedy je jeho dodržování pod dozorem orgánu státní správy, nikoliv obce v samostatné působnosti. Při obdobném rozhodování v nálezu Pl. ÚS 69/04 již soud zrušil pouze dvě ustanovení napadené vyhlášky, ale vymezení jednání, které obtěžuje hlukem, a vymezení pojmu noční doba ponechal v platnosti. Ve stejný den vydal Ústavní soud nález Pl. ÚS 42/05, v němž projevil opačný názor, odpovídající dřívějším nálezům, a jinou vyhlášku o nočním klidu zcela zrušil a shledal, že obec neměla výslovné zákonné zmocnění k vydání obecně závazné vyhlášky omezující provozování hostinské činnosti. Nález Pl. ÚS 44/06 opět přiznal obci právo upravit vyhláškou noční klid, přičemž shledal, že pojem noční klid není v žádném právním předpise vymezen a je tedy užitečné, jestliže to obec učiní obecně závaznou vyhláškou, čímž také přispívá k dosažení právní jistoty ve vztahu k přestupkovému zákonu. Ústavní soud ale v tomto případě zrušil ustanovení o odpovědnosti provozovatelů hostinských zařízení za narušování nočního klidu. Nález Pl. ÚS 46/06 opět upřel obcím právo upravovat noční klid, nález Pl. ÚS 35/06 naopak právo obce podpořil s odůvodněním, že zákon o ochraně veřejného zdraví nevylučuje regulaci obecně závaznou vyhláškou v rámci samostatné působnosti obce a sleduje jiné cíle. Ústavní soud konstatoval, že termín noční doba ze zákona o ochraně veřejného zdraví a noční klid podle obecní vyhlášky nejsou totéž a slouží odlišným cílům právních úprav, protože ochrana veřejného zdraví není totožná s ochranou veřejného pořádku a občanského soužití.

### Vymezení veřejných prostranství a času
Ve vztahu k věcné působnosti obecní samosprávy se rozhodování opakovaně zabývalo také pojmem veřejného prostranství a jeho aplikací.
V nálezu Pl. ÚS 50/03 Ústavní soud konstatoval, že zákaz určitých činností se musí vztahovat na „některá“ veřejná prostranství podle § 10 písm. a) zákona č. 128/2000 Sb., o obcích, a tedy činnost nemůže být vykázána z celého území obce a místa musí být co nejpřesněji vymezena, aby o daném místě nevznikly žádné pochybnosti. Podobného pojetí se držel i v nálezech Pl. ÚS 62/04, Pl. ÚS 3/05, Pl. ÚS 4/05. (Toto pojetí pak vedlo k praxi, že obce pro nežádoucí činnosti formálně vymezovaly malé místo někde na okraji obce.) Ústavní soud navíc shledal matoucím, že vyhláška místo pojmu veřejné prostranství užívá pojmu veřejně přístupné místo, přičemž tento pojem dostatečně nekonkretizuje a příklady takových míst z obecného významu pojmu vybočuje. V dalších nálezech zase ústavní soud shledal nadbytečným, když je v obecní vyhlášce uváděn opis zákonné definice veřejného prostranství.
Extrémním způsobem se se zněním zákona a tímto výkladem vypořádal Český Těšín, který v roce 2007 vymezil pro prostituci Strojnickou ulici na okraji města a období od 23 hodin do půlnoci; předchozí vyhláška zakazovala tuto činnost jen před školami, církevními budovami nebo v centru města. Vyhlášku z roku 2001 městu zrušil Ústavní soud.
Nález Pl. ÚS 69/04 v souvislosti s nabízením sexuálních služeb shledal, že pokud provozování určité činnosti ohrožuje či zasahuje do základních práv nebo veřejných statků na jakémkoli veřejném prostranství obce, je obec oprávněna ji zakázat na všech svých veřejných prostranstvích. O několik dní později stejné zdůvodnění použil i nález nález Pl. ÚS 10/06. Nález rovněž konstatuje, že vykázání určité činnosti ze „současně zastavěného území obce“ není neurčité. Nález Pl. ÚS 44/06 potvrdil právo obce zakázat nějakou činnost na určitou dobu i bez konkrétního určení místa, a to v souvislosti s nedělním a svátečním klidem.

### Užívání pyrotechniky
Nálezem Pl. ÚS 38/97 Ústavní soud konstatoval, že problematiku střelných zbraní, střeliva a pyrotechnických výrobků upravuje řada zákonů, které však nezmocňují obec v samostatné působnosti k jakémukoli dalšímu omezování užití z nich uvedených. Rovněž nález Pl. ÚS 5/99 shledal omezující obecní vyhláškou jako neoprávněnou.
Nález Pl. ÚS 57/05 se od judikatury odklonil a přiznal obci právo uložit uživateli zábavné pyrotechniky další omezení a povinnosti, které však nesmí být stanoveny v rozporu s kogentními ustanoveními zákona nebo ústavního pořádku, opět s poukazem na to, že účel zákona č. 61/1988 Sb. je jiný než účel obecní vyhlášky, byť předmět úpravy se překrývá. Nález nález Pl. ÚS 21/06 však obecní vyhlášku omezující použití pyrotechniky opět v duchu předchozí judikatury zrušil s poukazem na překročení působnosti obce. Nález Pl. ÚS 2/2000 dokonce zrušení obecní vyhlášky zdůvodňuje překryvem s vyhláškou Českého báňského úřadu, ačkoliv v oblasti samostatné působnosti obce je obec podle zákona o obcích omezena pouze zákony, nikoli vyhláškou.